# Резолюція Ради Безпеки ООН 18
Резолюція Ради Безпеки ООН 18 — резолюція, прийнята 13 лютого 1947 року, яка створила комісію у відповідь на резолюцію Генеральної Асамблеї ООН 41, згідно з якою регулювання і зниження рівня озброєнь і збройних сил в світі є важливим заходом для зміцнення міжнародного миру.
Резолюція була прийнята 10 голосами. СРСР утримався